# にんじんの詩
『にんじんの詩』（にんじんのうた）は、NET（現・テレビ朝日）系列の「ナショナルゴールデン劇場」の枠で、1972年7月6日から1972年11月9日まで放映されていたテレビドラマである。全19話。
放送時間（JST）は毎週木曜21:00〜21:56だったが、1972年10月以降は21時枠のスポットニュース『ANNニュース』の1分拡大に伴い、21:00〜21:55に変更された。

## 概要
『だいこんの花』に続く、「野菜シリーズ」第2弾。真面目な性格の課長・出島俊介が、亡き妻の遺言を守り、義妹に当たる典子・美沙子・葉子の三姉妹の面倒を見て暮らし、そして義妹たちを社会へ送り出す。俊介と義妹たち、そしてその他の人々が織り成し描くホームドラマである。

## キャスト
- 出島俊介：宇津井健
- 神山典子：小川真由美
- 神山美沙子：梓英子
- 神山葉子：吉沢京子
- 神山勘一郎：志村喬
- 神山初枝：夏川静枝
- 出島孝（俊介の弟）：寺田農
- 山本昇：杉浦直樹
- 曽根：天田俊明
- 並木長治（三姉妹の叔父）：牟田悌三
- 粕谷（俊介の同僚）：森本レオ
- 高野女史：富永美沙子
- 俊介の会社の部長：細川俊夫
- スナックのマダム：北あけみ
- スナックの従業員：大原麗子
- 笠智衆
- 江藤潤

## スタッフ
- 脚本：松木ひろし、窪田篤人、向田邦子
- 演出：大村哲夫
- 音楽：山下毅雄
- 制作：NET

## 主題歌
『にんじんの詩』 歌：シモンズ

## サブタイトル
1. 1972年7月6日 「妻のお荷物」
2. 1972年7月13日 「お兄さん大好き」
3. 1972年7月20日 「とんだ居候」
4. 1972年7月27日 「夏は恋の季節」
5. 1972年8月3日 「おかしなデート」
6. 1972年8月10日 「見合いでビックリ」
7. 1972年8月17日 「女医さん油断大敵」
8. 1972年8月24日 「失恋二人組」
9. 1972年8月31日 「七年目の本気」
10. 1972年9月7日 「結婚しようよ」
11. 1972年9月14日 「恋の逃避行」
12. 1972年9月21日 「霧の中の愛」
13. 1972年9月28日 「女医さんの独立宣言」
14. 1972年10月5日 「チイ姉ちゃんの結婚」
15. 1972年10月12日 「男の友情300万円」
16. 1972年10月19日 「典子その愛」
17. 1972年10月26日 「義兄はつらいよ」
18. 1972年11月2日 「帰ってきた熊さん」
19. 1972年11月9日 「二人ぼっちの幸福」